# Teniente Coronel Luis A Mantilla International Airport
Teniente Coronel Luis A Mantilla International Airport är en flygplats i Ecuador.   Den ligger i provinsen Carchi, i den norra delen av landet, 150 km nordost om huvudstaden Quito. Teniente Coronel Luis A Mantilla International Airport ligger 2 941 meter över havet.
Terrängen runt Teniente Coronel Luis A Mantilla International Airport är kuperad åt sydväst, men åt nordost är den platt. Runt Teniente Coronel Luis A Mantilla International Airport är det ganska tätbefolkat, med 62 invånare per kvadratkilometer. Närmaste större samhälle är Tulcán, 1,1 km väster om Teniente Coronel Luis A Mantilla International Airport. Trakten runt Teniente Coronel Luis A Mantilla International Airport består i huvudsak av gräsmarker.